# Daphnia psittacea
Daphnia psittacea är en kräftdjursart som först beskrevs av Baird 1850.  Daphnia psittacea ingår i släktet Daphnia och familjen Daphniidae. Inga underarter finns listade i Catalogue of Life.